# Тетраборат натрия
Тетрабора́т на́трия («бура́», «боракс» (от лат. borax), натрий тетраборнокислый) — неорганическое соединение, натриевая соль борной кислоты с химической формулой {\displaystyle {\ce {Na2B4O7}}}, наиболее распространённое и используемое соединение бора, образует несколько кристаллогидратов, широко применяется в промышленности.

## Нахождение в природе
Существуют многочисленные минералы, содержащие тетраборат натрия. К ним относятся:
- бура (боракс, тинкал) — минерал состава {\displaystyle {\ce {Na2B4O7.10H2O}}} — декагидрат тетрабората натрия;
- кернит — тетрагидрат тетрабората натрия — {\displaystyle {\ce {Na2B4O7.4H2O}}};
- многочисленные минералы класса боратов, в которых помимо оксидов натрия и бора содержатся другие металлы, — кальций, магний, железо и др.;
- кристаллогидраты тетрабората натрия выпадают в осадок при пересыхании некоторых бессточных, сезонно пересыхающих солёных озёр, например, в озере Серлс, расположенном в пустыне Мохаве в США, и некоторых озёр в Турции.

## Физические свойства
Имеет две метастабильные модификации: β и γ. β-модификация является ромбической с температурой плавления 664 °C, γ-модификация — моноклинная с температурой плавления 710 °C. Температура кипения — 1575 °C. При быстром охлаждении расплава образуется аморфная стекловидная масса с плотностью 2,36 г/см3. При медленном охлаждении образуется α-форма (ромбические кристаллы).

## Химические свойства
Растворимость в воде составляет 3,2 г /100 мл (при 25 °C), 10,5 г / 100 мл (при 50 °C), в этаноле — 0,05 г / 100 г (при 25 °C), ацетоне — 0,006 г / 100 г (при 25 °C), не растворим в диэтиловом эфире и глицерине. Реагирует с метанолом при растворении с образованием бороорганических соединений.
Образует несколько кристаллогидратов с разным содержанием воды. Эти кристаллогидраты и безводный тетраборат натрия {\displaystyle {\ce {Na2B4O7}}} обычно называют «бура́». Примеры кристаллогидратов:
- пентагидрат ({\displaystyle {\ce {Na2B4O7.5H2O}}}), так называемая «ювелирная бура», используется при пайке ювелирных изделий;
- декагидрат ({\displaystyle {\ce {Na2B4O7.10H2O}}}).

Однако наиболее часто «буро́й» называют декагидрат {\displaystyle {\ce {Na2B4O7.10H2O}}}. Эта соль представляет собой прозрачные кристаллы с молярной массой 381,43 г/моль, имеющие хорошую растворимость в тёплой воде. При нагревании свыше 400 °C полностью теряет кристаллизационную воду.
Так как тетраборат натрия является солью слабой кислоты и сильного основания, в воде гидролизуется. Водный раствор тетрабората натрия имеет щелочную реакцию.
Взаимодействует с сильными кислотами, образуя соответствующую соль и борную кислоту:
{\displaystyle {\ce {Na2B4O7.10H2O + 2 HCl -> 4 H3BO3 + 2 NaCl + 5 H2O}}}.
Многие соли металлов борной кислоты нерастворимы в воде и при взаимодействии в растворе их растворимых солей с тетраборатом натрия образующиеся бораты выпадают в осадок. На этом основано применение буры для «умягчения» воды:
{\displaystyle {\ce {Ca^2+_{(aq)}\ + Na2B4O7_{(aq)}-> CaB4O7_{(s)}\ + 2 Na^+_{(aq)}}}},
{\displaystyle {\ce {Mg^{2}+_{(aq)}\ +Na2B4O7_{(}aq)->MgB4O7_{(s)}\ +2Na_{(aq)}^{+}}}}.
С оксидами многих переходных металлов бура при сплавлении образует разнообразно окрашенные соединения — бораты «перлы буры». По цвету перлов можно судить о качественном химическом составе пробы.
Соединение окрашивает пламя горелки в зелёный цвет (характерная реакция на соединения бора).

## Получение
Десятиводную соль {\displaystyle {\ce {Na2B4O7.10H2O}}} получают из природных минералов, например, буры или кернита, осуществляя их перекристаллизацию. Также для этой цели применяют химическое взаимодействие некоторых природных боратов (ашарита и улексита) с карбонатом или гидрокарбонатом натрия.
Может быть получен реакцией карбоната натрия и борной кислоты при нагреве, пропусканием углекислого газа через раствор метабората натрия.

## Применение
Тетраборат натрия применяется:
- как сырьё для получения борной кислоты и различных соединений бора[2];
- в производстве эмалей, глазурей, оптических и цветных стёкол, различных керамик[2];
- при пайке и плавке металлов в составе флюса[2];
- в металлургии;
- в бумажной и фармацевтической промышленности;
- в производстве строительных материалов как компонент антисептика для изготовления целлюлозного утеплителя «Эковата»
- как дезинфицирующее и консервирующее средство[2];
- для приготовления буферных растворов;
- в аналитической химии:
  - как стандартное вещество для определения концентрации растворов кислот;
  - для качественного определения оксидов металлов (по цвету перлов);
- в фотографии — в составе медленно действующих проявителей в качестве слабого ускоряющего вещества[4];
- как компонент моющих средств[2];
- как компонент косметики;
- как инсектицид в отравленных приманках для уничтожения тараканов;
- используется в слаймах.

В 1977 году мировое производство тетрабората натрия составило 1,5 млн тонн.

## Токсичность
Вещество малотоксично для теплокровных животных, ЛД50 для крыс 2,66 г/кг. Пыль может вызывать раздражение слизистых оболочек и неблагоприятно влияет на органы дыхания.
Имеются сведения, что вещество снижает фертильность. По нормам Европейского союза (ЕС) вещества и смеси, импортируемые в ЕС и содержащие буру, с июля 2015 года должны быть маркированы предупреждениями «Может нанести ущерб фертильности» и «Может нанести вред нерожденному ребёнку».
Также указывается, что длительное, в течение 10—15 лет потребление буры в виде пищевых добавок может провоцировать онкологические заболевания.